# Shock ostruttivo
Lo  shock ostruttivo è una forma di shock, dove si evidenzia un'ostruzione al deflusso del sangue dal ventricolo destro , nella piccola circolazione, o dal ventricolo sinistro, nella grande circolazione, sino al potenziale arresto cardiaco.

## Eziologia
Le cause più comuni sono:
1. tamponamento cardiaco: il riempimento della cavità ventricolare destra è limitato dalla pressione esercitata dalla presenza di liquido sieroso o ematico, nella cavità pericardica, sino all'impossibilità del muscolo cardiaco di contrarsi[1][2]
2. pneumotorace iperteso: un aumento della pressione intratoracica può portare alla compressione dei grossi vasi venosi e quindi ad una riduzione dell'apporto di sangue ai ventricoli[3][4]
3. tromboembolia polmonare massiva: la presenza di un embolo nell'arteria polmonare che comporti una riduzione maggiore del 50% del flusso ematico ai polmoni, determina un aumento progressivo delle resistenze vascolari polmonari riducendo la gittata sistolica del ventricolo destro[5]

Si possono elencare altre cause di shock ostruttivo, anche se meno frequenti: mixoma atriale, coartazione dell'aorta, ipertensione polmonare.

## Sintomatologia
I sintomi e i segni clinici presentano ipotensione, polso paradosso, affaticamento, aumento della pressione venosa centrale, della pressione capillare polmonare e delle resistenze periferiche. Le giugulari sono turgide e la frequenza cardiaca è aumentata.

## Esami
Gli esami più comuni utilizzati per la diagnosi differenziale sono l'ecocardiografia, il cateterismo cardiaco, l'ecografia addominale, nonché gli esami di laboratorio per escludere emorragie e alterazioni della coagulazione.

## Terapia
La terapia dipende dalla patologia di base:
1. Pericardiocentesi in corso di tamponamento cardiaco
2. Anticoagulanti e Fibrinolitici in corso di embolia polmonare
3. Drenaggio toracico nel pneumotorace iperteso
4. Intervento chirurgico in presenza di un mixoma atriale